# IC 1303
IC 1303 — галактика типу Sc (компактна спіральна галактика) у сузір'ї Либідь.
Цей об'єкт міститься в оригінальній редакції індексного каталогу.